# レオポール・ショヴォー
レオポール・ショヴォー（Léopold Chauveau、1870年2月19日 - 1940年6月17日）は、フランスの文筆家、イラストレーター、彫刻家である。ユーモアと機知に富んだ独自の挿絵を自ら描いた児童向けの絵入り本や彫刻などで知られている。日本で出版された翻訳の著者名にはレオポルド・ショヴォー表記もある。

## 略歴
リヨンで生まれた。父親のオーギュスト・ショヴォー（Auguste Chauveau: 1827–1917）は有名な獣医、比較生理学者でパリの国立自然史博物館の教授を務めた人物である。医師になり、ベルサイユに住んでいた1905年から、ナビ派の画家で彫刻も制作したジョルジュ・ラコンブ（1868-1916）と知り合ったとされ、木彫を始め1908年からは空想上の怪物を表現する彫刻の制作を始め、1911年のサロン・ドートンヌに出展した。
1910年から息子のために創作した物語に、自ら墨で挿絵を描いた児童向けの絵入り本、「怪物の家（La maison des monstres）」の制作を始めた。第一次世界大戦中は軍医として働き、戦争に関する著書も出版した。第一次世界大戦後は著作に専念した。
児童向けの一連の作品を描き、ショヴォーの作品には、日本のアニメーター山村浩二によって2005年に『年をとった鰐』としてアニメーションにされた作品（1923年に「Histoire du poisson-scie et du poisson-marteau 」に所収）もある。いくつかの大人向けの小説も執筆した。
1940年6月に、第二次世界大戦が勃発すると、赤十字と協力し、ウール県に避難民の受け入れセンターを設立した。1940年6月17日、避難先のオルヌ県のセリニー(Sérigny) の文学者の友人、ロジェ・マルタン・デュ・ガールの邸で亡くなった。
ショヴォーの彫刻作品のいくつかは、2017年からパリのオルセー美術館で展示され、オルセー美術館は 2020年にショヴォーの作品展を開催した。

## 作品

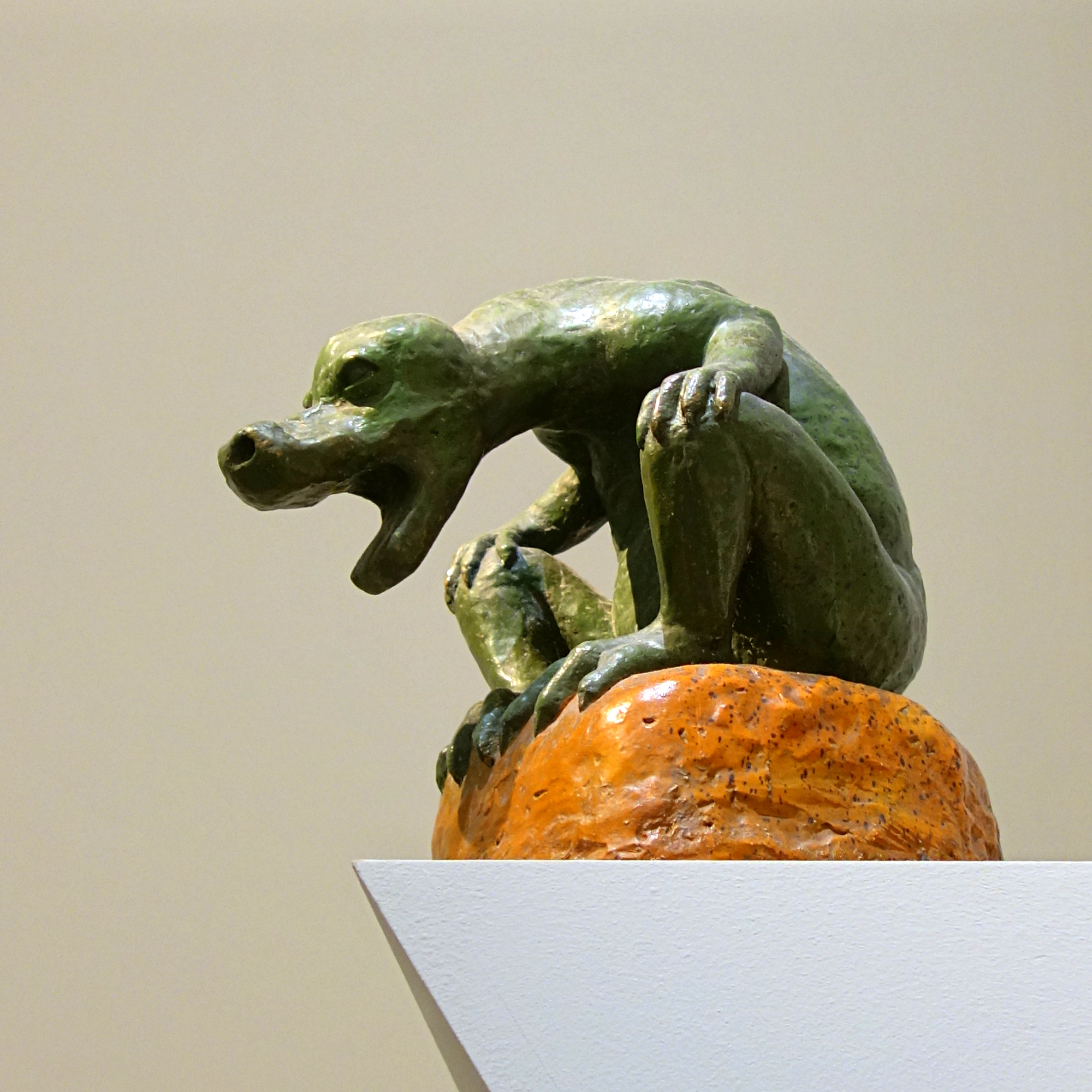
怪物（彫刻作品）
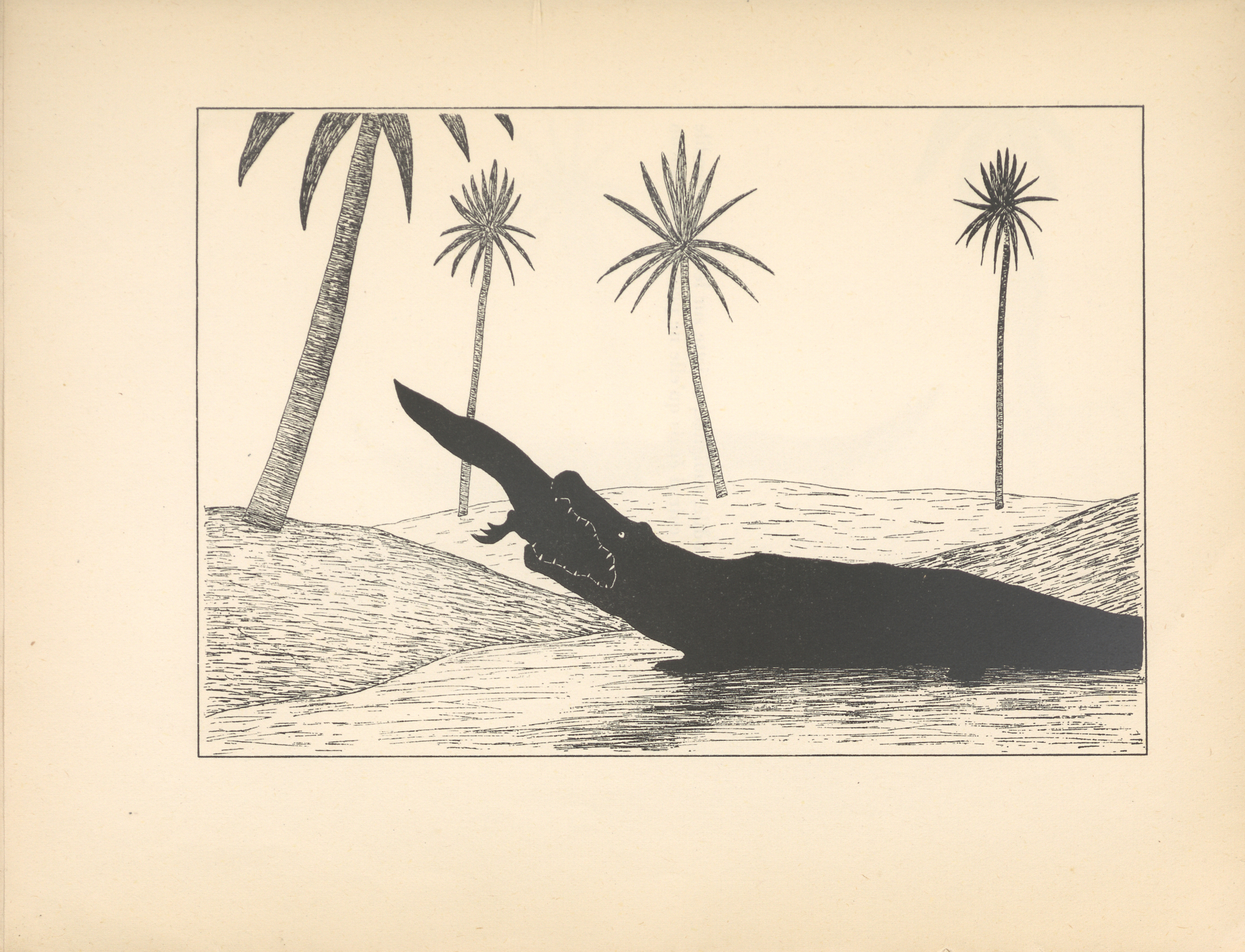
「Histoire du poisson-scie et du poisson-marteau 」挿絵
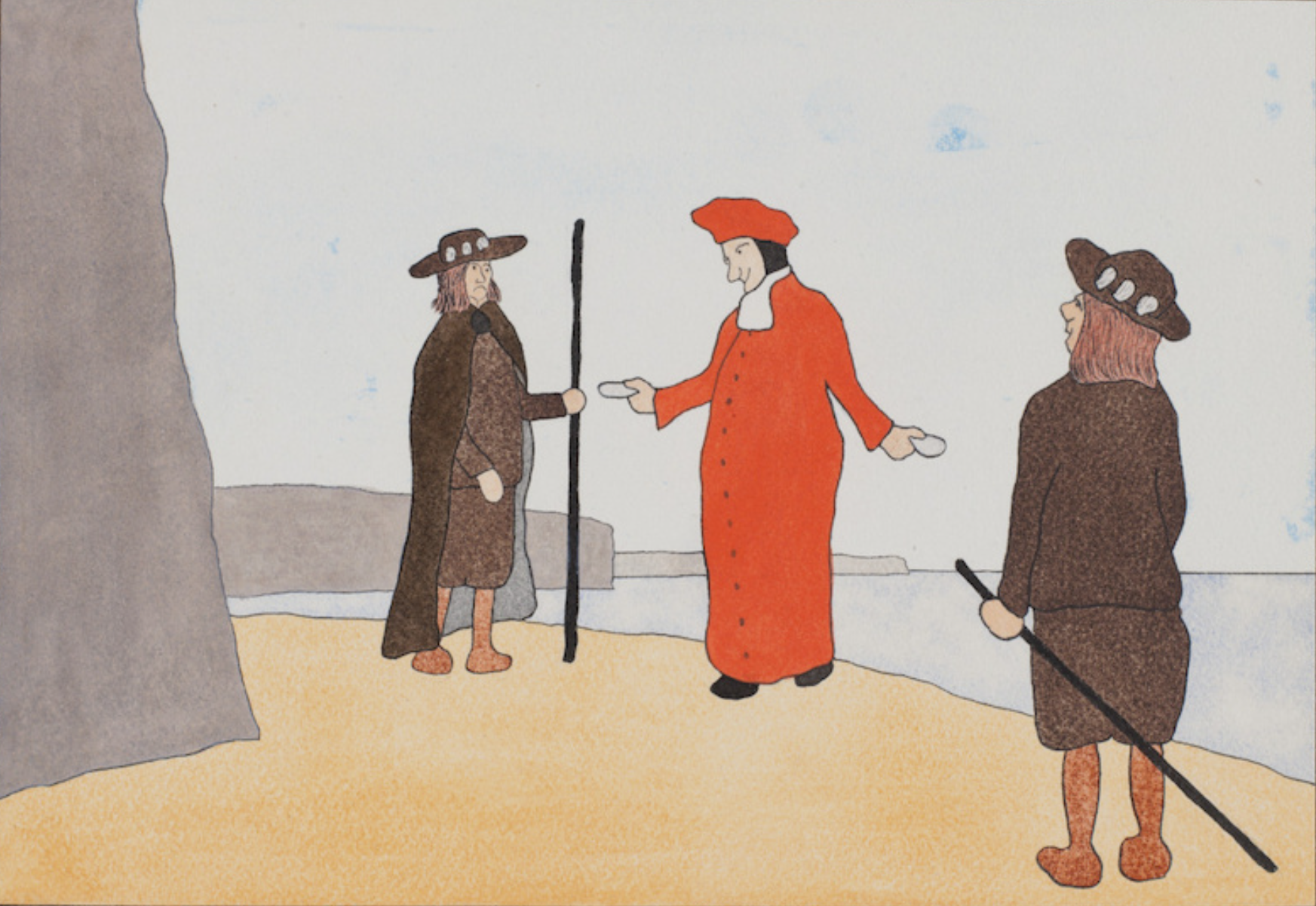
ジャン・ド・ラ・フォンテーヌの寓話集のための挿絵
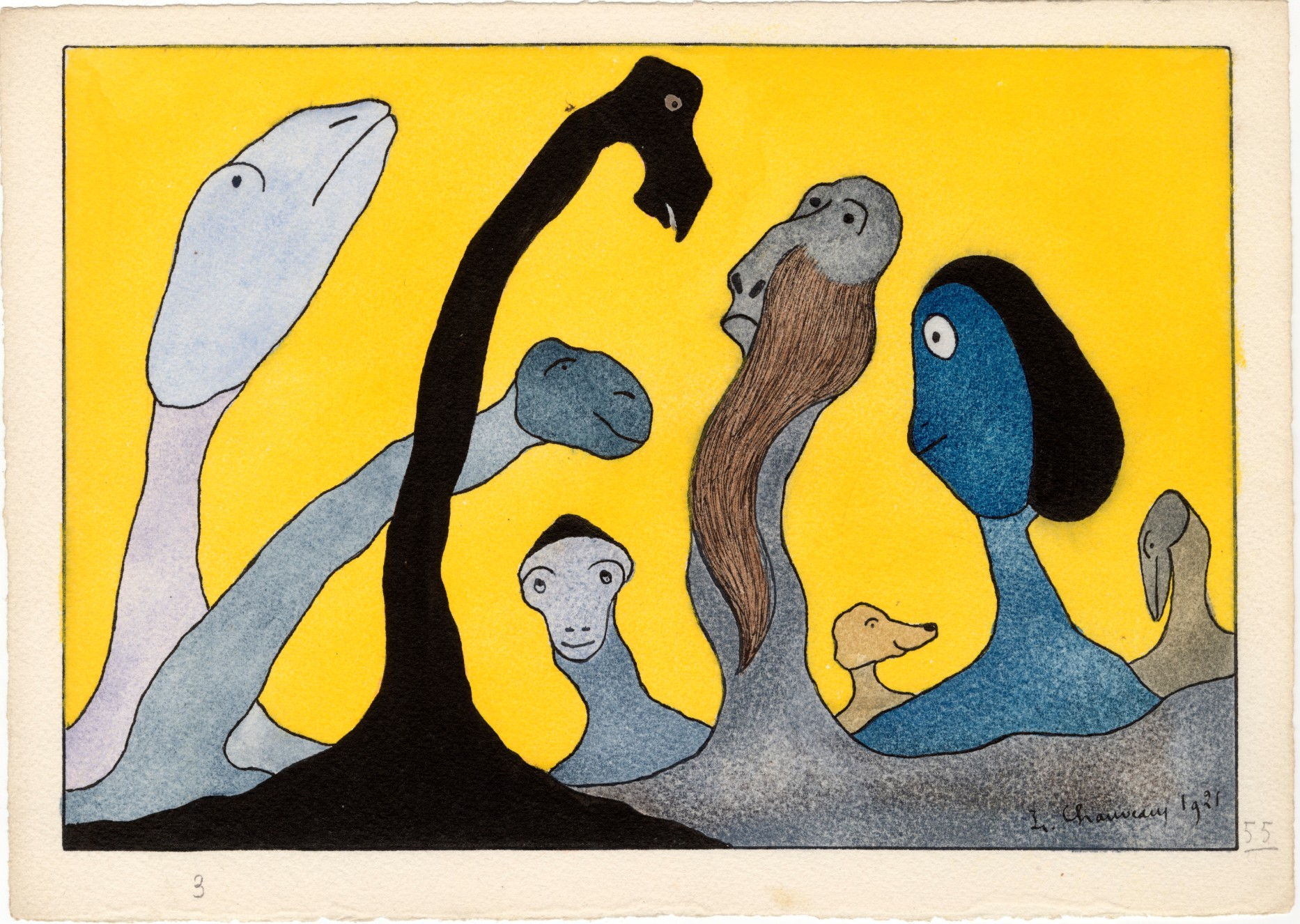
「怪物の家（La maison des monstres）」挿絵